# 中国文学艺术基金会
中国文学艺术基金会是中华人民共和国的全国性公募基金会，成立于1994年，由中国文学艺术界联合会主管，在中华人民共和国民政部注册，旨在繁荣中国的文化艺术事业。